# Groupe de NGC 6925
Le groupe de NGC 6925 comprend au moins quatre galaxies situées dans la constellation du Microscope. La distance moyenne entre ce groupe et la Voie lactée est d'environ 38,6 Mpc (∼126 millions d'al).

## Membres
Le tableau ci-dessous liste des quatre galaxies du groupe indiquées dans l'article de A.M. Garcia paru en 1993.
| Nom        | Class.   | Type           | α (J2000.0)    | δ (J2000.0)    | Vitesse radiale (km/s) | m     | Distance (Mpc) | Diamètre (kal) |
| ---------- | -------- | -------------- | -------------- | -------------- | ---------------------- | ----- | -------------- | -------------- |
| NGC 6923   | SB(rs)b? | Spirale barrée | 20h 31m 39.07s | -30° 49′ 54.8″ | 2826 ± 3               | 12,0  | 38,5 ± 2,7     | 159            |
| NGC 6925   | SA(s)bc  | Spirale        | 20h 34m 20.57s | -31° 58′ 51.2″ | 2789 ± 1               | 11,3  | 37,9 ± 2,7     | 164            |
| IC 5020    | SA(s)bc  | Spirale        | 20h 30m 38.49s | -33° 29′ 08.0″ | 3085 ±57               | 12,3  | 42,4 ± 3,0     | 142            |
| ESO 462-31 | S?       | Spirale        | 20h 31m 52.25s | -30° 47′ 55.0″ | 2625 ± 3               | 13,88 | 35,5 ± 2,5     | 81             |

Le site DeepskyLog permet de trouver aisément les constellations des galaxies mentionnées dans ce tableau ou si elles ne s'y trouvent pas, l'outil du site constellation permet de le faire à l'aide des coordonnées de la galaxie. Sauf indication contraire, les données proviennent du site NASA/IPAC.